# 전 고령 일괄 유물
전 고령 일괄 유물(傳 高靈 一括 遺物)은 서울특별시 용산구 이태원로55에 있는 가야시대(5∼6세기)의 유물 / 생활공예 / 토도자공예 / 토기이다. 1973년 3월 19일 대한민국의 보물 제570호로 지정되었다.

## 개요
전 고령 일괄 유물(傳 高靈 一括遺物)은 경상북도 고령지방 고분에서 출토되었다고 전해지는 2종류의 일괄유물이다. 고령지방은 삼국시대에 대가야국의 근거지였으며, 신라 진흥왕 23년(562) 신라의 침입에 의해 정복되기까지 화려한 가야문화를 꽃피웠던 곳이다. 오늘날 고령읍 지산동을 비롯하여 주변 지역에 가야의 무덤이 많이 모여있다. 이 일괄유물은 당시 가야문화를 이해하는데 있어서 매우 중요한 유품이라 하겠다.
1. 유물 Ⅰ
  1. 주옥:둥근 남색 유리 구슬로서 구멍이 뚫려 있다.
  2. 등자:말을 탈 때 사용하던 발걸이이다. 발을 디디는 부분은 둥근고리로 되어 있고, 윗부분이 수직으로 붙어 있는 타원형 발걸이로서 길이 24cm, 지름 18cm이다.
  3. 지:단면이 장방형인 숫돌로서 머리부분에 은관(銀帽)을 장식하였으며, 길이는 30cm이다.
  4. 검병:검의 손잡이 부분이다. 손잡이 끝부분에 용장식을 하였고,  손잡이에 물고기 비늘 모양으로 현재 길이 33cm이다.
  5. 검구:은으로 제작되었으며, 전체적인 형태가 큰 칼과 같다. 칼집 아래쪽 측면에 부착되는 것으로 중앙부분이 고리형을 이루고 있다.
  6. 검병:은으로 된 손잡이 끝부분에 ‘D’자 모양의 고리가 있고, 그 안 에 3장의 나뭇잎이 있는 고리자루칼(은장삼엽환두대도)로 현재 길이 26cm이다.
  7. 검병:은으로 된 손잡이 끝부분에 민고리를 삼각형으로 연결한 고리자루칼(은장삼환두대도)이다.
  8. 행엽:말 엉덩이 부분의 가죽끈 등에 달아 놓은 장식이다. 살구잎 모양을 하며, 그 테두리 안에는 나무가지 모양을 새기고 은못으로 고정시켰다. 길이 10.5cm, 지름 7.5cm이다.
  9. 마탁:납작한 원통형의 말 방울로서, 아래부분은 활과 같이 휘어 진 모양을 한 장식품이다. 높이는 약 4.5cm이다.

1. 유물 Ⅱ
  1. 행엽:테두리 안에 나무가지 모양을 새겼다. 길이 21cm, 지름 12cm이다.
  2. 운주:운주는 끈 위나 끈이 교차되는 지점에 부착하는 장식품이다. 이 운주는 반원형의 중앙에 꽃무늬를 새기고, 주위에 6개의 네모판을 붙인 것이다. 지름은 10.2cm이다.
  3. 운주:중앙에 꽃무늬가 새겨진 반원형의 금동제 운주로 네모판이 4개가 달려 있다. 지름은 7.2cm이다.
  4. 안구:안장으로서 은으로 된 반원형 판에 구름무늬를 배치하고, 금도금 띠를 가장 자리에 돌린 후 못을 한 줄로 박았다. 중앙에는 가슴걸이를 이어 매기 위한 띠고리가 달려 있다. 길이 18cm, 지름 6cm이다.
  5. 운주 및 병형:반원형 자리의 중앙에 나뭇잎 모양의 몽둥이를 세운, 금도금 한 운주이다. 반원형 자리의 지름은 약 2cm이다.
  6. 반구형 운주:금도금 운주로 무늬가 없는 반구형판 주위에 네모판이 달렸던 것으로 추측되나 지금은 없다.
  7. 십이수 운주:금도금 운주로 중앙에 꽃무늬를 새기도, 반원형판 주위에 12개의 네모판을 붙인 것으로 지름 10.5cm이다.
  8. 행엽:금도금 돋을 새김 꽃무늬 행엽이다. 테두리 안에 3장의 잎사귀를 장식한 무늬가 있으며, 상단 중앙에 장방형이 있는 정사각형 돌기가 있다. 지름은 10.2cm이다.
  9. 화문각행엽:금도금 행엽으로 테두리 안에 꽃잎모양이 새 겨져 있고, 지름은 10.2cm이다.

## 참고 자료
- 전 고령 일괄 유물 - 국가유산청 국가유산포털